# 杜马战役
杜马战役是叙利亚内战期间的一场军事冲突，这场战役开始于2012年1月21日。战役爆发之前叙利亚自由军（FSA）转变了他们的战术，之前他们在大马士革郊区使用打了就跑的游击战术，在转变战术之后FSA针对政府军发动全面进攻。在1月初，FSA成功控制了扎巴达尼市，因此在杜马（Douma）地区占据了很大一块地区。在政府军对大马士革郊区发动了一场大规模攻势之后，杜马以及其他发生叛乱的大马士革郊区被政府军夺回。
在2012年秋，FSA发动了一场攻势，并在10月夺回了杜马地区。

## 战役经过

### 反对派攻占杜马
根据一名与路透社有接触的活动人士的活法，FSA的武装分子在1月21日控制了杜马市并在街上垒起了沙包筑成的街垒。根据交战双方在当地的活动人士以及叙利亚人权观察组织（SOHR）的说法，在当天反对派武装以及完全控制了该市并切断了该市与外界的联系。但是叙利亚地方协调委员会否认FSA已经完全控制该市的说法，因为有活动人士的报道称叙利亚安全部队虽然撤出了该市，但他们之后将会重返当地。
第二天，反对派组织叙利亚革命委员会（SRGC）告诉半岛电视台说叙利亚政府军重新攻入了杜马市郊的多个地区，并对部分地区展开炮击。SRGC声称叙利亚政府军与FSA爆发了规模有限的冲突，并且在Mesraba大桥和“阿勒颇大街”可以听到有爆炸声传出。该组织还报道称政府军使用重机枪向杜马市的多个地区的民宅开火，这些地区包括Jisr Mesraba和al-Hal集市。在冲突中至少有1人丧生。根据SOHR的说法，安全部队与反对派武装在杜马市外围冲突的爆发似乎是由于政府军正试图夺回该市。在一段据报道由FSA录制的视频中，武装分子声称如果叙利亚政府军进攻杜马，他们将向总统官邸发射火箭弹并处决他们俘获的5名高级军官。
同一天下午，一段视频显示FSA的武装分子正在大街上巡逻，而城内的活动人士报道称战斗已经向杜马的外围地区转移，在当地政府军正准备使用坦克重新夺回该市。到了当天结束的时候，一名反对派活动人士以及一名杜马市内的反对派武装分子通过电话告诉路透社称战斗的激烈程度已经减缓了，而反对派武装占据着城内三分之二的主要街道，反对派武装已经设立的检查站。他们还报道称城内还举行了一场送殡仪式，死者是5名在战斗中被安全部队打死的平民，送葬的队伍穿过了整座城市。据活动人士的说法，这场送殡仪式上聚集了15万名抗议示威者。

### 政府军的反攻
1月25日，BBC记者Jeremy Bowen拍摄了一段报道，报道中说杜马市中心在反对派武装的控制之下。在报道中，Bowen采访了抗议示威者以及驻守在检查站的反对派武装分子。
第二天，叙利亚政府军队杜马市发动猛攻，从该市的各个方向攻入了该市。根据活动人士的报道，政府军开始挨家挨户搜捕反对派成员，并且政府军没有遇到抵抗。但是关于反对派在杜马以及大马士革市郊的Arabeen、Zamalka、Jisreen和Harasta等城镇遭遇的报道各不相同。根据一些报道，政府军遭遇了反对派武装的顽强抵抗，并且路透社援引大马士革农村省省长Hussein Makhlouf的话说，政府军正计划与控制大马士革农村省部分地区的反对派武装讨论停火，就像在扎巴达尼所做的那样。

### 政府军重获控制权
1月29日，大约2000名政府军在坦克的支援下发动进攻，试图重新夺回大马士革郊区发生叛乱的地区。在政府军的镇压行动中，据报道至少有19人丧生，其中包括14名平民和5名反对派武装，而当地的居民将政府军的镇压行动形容为是一场“巷战”。
第二天，杜马、萨克巴（Saqba）和哈拉斯塔（Harasta）已经陷入政府军的围困之中。政府军在所有通往大马士革郊区的道路上设立了检查站，而在这些城市内，政府军每300米就会设立检查站并派士兵把守。
2月2日，据证实叙利亚政府军在几天前已经夺回了杜马市，城内的FSA成员都已逃离该市。数百名政府军驻守在城内空无一人的大街上，并且据活动人士报道，政府军已经逮捕了数百人。当天夜里，一群人在一座清真寺外为参加一场葬礼而聚集起来，并发誓将会继续他们的抗议活动。
政府军在6月30日进入了杜马市的所有地区，这意味着政府军取得了完全的决定性胜利。

## 后续事件
10月15日，有6名反对派丧生，其中大部分是死在政府军对哈拉斯塔郊外反对派的轰炸中。而在政府军的炮击中，有24名平民丧生，其中有11人是在杜马市市郊丧生的。据报道在Zamalka地区双方爆发了冲突，有3名政府军丧生。 据报道，在次日冲突蔓延到了其他地区。
10月17日，据报道在杜马市发生了冲突和炮击，导致3名反对派武装和6名政府军丧生。
10月18日，一名纽约时报记者访问了杜马市。报道称杜马市再次落入了反对派武装控制。